# Arsène Lupin
Arsène Lupin é uma personagem fictícia francesa criada por Maurice Leblanc. Este ladrão cavalheiro é conhecido particularmente pelo seu talento em usar disfarces e mudar de identidade, para cometer os seus delitos.
O herói aparece pela primeira vez na nova A Detenção de Arsène Lupin, aparecida na revista Je sais tout em julho de 1905. O seu criador, Maurice Leblanc, retoma esta notícia na selecção Arsène Lupin, ladrão cavalheiro aparecida no mesmo ano. Face ao sucesso crescente da personagem junto dos leitores, as suas aventuras aparecem de 1905 até ao óbito do autor em 1941, em dezoito romances, trinta e nove novelas e cinco peças de teatro.
As suas numerosas aventuras situam-se temporalmente na França da Belle Époque e dos Années folles, períodos durante as quais Arsène Lupin segue as linhas de pensamento do seu autor: as simpatias anarquistas de Lupin nas primeiras novelas desaparecem nos trabalhos escritos durante a Grande Guerra, quando Lupin se torna muito patriota. Sobretudo, ele pouco a pouco deixa de ser ladrão, para se tornar detective.
Além de ser um desportista e um combatente aguerrido, tem talento para os disfarces e faz prova da sua sagacidade, competências que aproveita para resolver qualquer enigma. Ademais, o seu lado infantil e charmoso, alegre e sarcástico, a par de um carácter torturado e misterioso, têm feito uma personagem popular que encarna a figura do ladrão cavalheiro da Belle Époque.
A sua celebridade no estrangeiro vale tantas adaptações cinematográficas estadounidenses como adaptações em mangá por autores japoneses. O seu nome está igualmente associado à cidade francesa de Étretat na Normandia, que se encontra no centro de várias das suas aventuras, entre as quais "A Agulha Oca", que tem contribuído para o mito que rodeia o local.
Finalmente, a sua popularidade tem permitido o aparecimento de um neologismo: a lupinologia. Este termo designa o estudo das aventuras lupinas pelos admiradores da obra de Maurice Leblanc, à moda da holmesologia.

## Biografia fictícia
A grande maioria dos relatos que compõem o ciclo Lupin forma um conjunto coerente, pontuado por datas e acontecimentos relativos à vida do ladrão cavalheiro que permitem cruzamentos com outros relatos. No entanto, a existência de contradições entre as obras de Maurice Leblanc tem conduzido a que até as cronologias mais completas difiram em numerosos pontos. Assim, apesar das tentativas que prosseguem, sobretudo por aficionados, para corrigir as imperfeições dos trabalhos anteriores, as incoerências impedem o estabelecimento de uma cronologia rigorosa e definitiva.

## Em outras mídias
O clássico da literatura francesa serviu de inspiração à série original da Netflix lançada em Janeiro de 2021, Lupin — que recebeu o seu título em homenagem à personagem das obras. A série, estrelada por Omar Sy, é sobre um homem francês de origem senegalesa que recebeu, ainda jovem, um livro sobre Arsène Lupin, que o motiva na sua busca por vingança contra uma família rica que incriminou o seu pai por um crime em que não cometeu.

No jogo Persona 5 para PlayStation 3 e PlayStation 4 o primeiro persona adquirido pelo protagonista de codinome "Joker" possui o nome de "Arsene".

## Edições brasileiras
Amo Ler
	Arsène Lupin – O Ladrão de Casaca

Camelot
	Arsène Lupin contra Herlock Sholmes
	Arsène Lupin – O Ladrão de Casaca
	813 – parte 1 – A Vida Dupla de Arsène Lupin
	813 – parte 2 – Os Três Crimes de Arsène Lupin

Excelsior
	As Extraordinárias Aventuras de Arsène Lupin – O 
Ladrão de Casaca

Lafonte
	Arsène Lupin, a Agulha Oca
	Arsène Lupin contra Herlock Sholmes
	Arsène Lupin e a Rolha de Cristal
	Arsène Lupin, Ladrão de Casaca
	813 – A vida dupla de Arsène Lupin
	813 – Os Três crimes de Arsène Lupin

Landmark
	Arsène Lupin – Cavalheiro e Ladrão

L&PM
	Arsène Lupin contra Herlock Sholmes
	Arsène Lupin – O Ladrão de Casaca

Martin Claret
	Arsène Lupin e a Agulha Oca
	Arsène Lupin contra Herlock Sholmes
	Arsène Lupin – O Ladrão de Casaca
	O Ladrão de Casaca

Nova Fronteira
	Arsène Lupin e a Rolha de Cristal
	As Melhores Histórias de Arsène Lupin

Novo Século
	813 – Os Três Crimes e a Vida Dupla de Arsène Lupin
	Arsène Lupin contra Herlock Sholmes
	Arsène Lupin – O Ladrão de Casaca

Pandorga
	Arsène Lupin contra Herlock Sholmes
	Arsène Lupin – O Ladrão de Casaca

Pé da Letra
	Arsène Lupin – Confissões
	Arsène Lupin contra Herlock Sholmes
	Arsène Lupin e a Rolha de Cristal
	Arsène Lupin – O Ladrão de Casaca
	O Verdadeiro Retorno de Arsène Lupin
	Os Bilhões de Arsène Lupin

Principis
	Agência Barnett e Associados – As Novas Aventuras de Arsène Lupin
	Arsène Lupin contra Herlock Sholmes
	Arsène Lupin e a Agulha Oca
	Arsène Lupin e a Condessa de Cagliostro
	Arsène Lupin e a Garota de Olhos Verdes
	Arsène Lupin e a Ilha dos Trinta Caixões
	Arsène Lupin e a Mansão Misteriosa
	Arsène Lupin e a Mulher de Dois Sorrisos
	Arsène Lupin e a Rolha de Cristal
	Arsène Lupin e a Vingança de Cagliostro
	Arsène Lupin e as Oito Badaladas do Relógio
	Arsène Lupin e o Estilhaço de Obus
	Arsène Lupin e o Mistério de Barre-y-va
	Arsène Lupin e o Triângulo de Ouro
	Arsène Lupin e os Dentes do Tigre
	Arsène Lupin e os Enigmas
	Arsène Lupin e Victor, da Brigada Anticrime
	Arsène Lupin – O Ladrão de Casaca
	As Confissões de Arsène Lupin
	O Retorno de Arsène Lupin
	Os Bilhões de Arsène Lupin

Zahar
	Arsène Lupin contra Herlock Sholmes
	As Confidências de Arsène Lupin
	A Agulha Oca
	A Rolha de Cristal
	O Ladrão de Casaca
	813